# Зику, Янис
Янис Алин Зику (рум. Ianis Alin Zicu; род. 23 октября 1983, Констанца, Румыния) — румынский футболист, нападающий, выступавший за национальную сборную Румынии.

## Карьера

### Клубная
В январе 2004 года миланский «Интернационале» заплатил за 20-летнего Зику 2,5 млн евро. Миланский клуб сразу отдал румына в аренду в «Парму», как часть сделки по Адриано. После «Пармы» «Интер» отдавал Зику в аренду в бухарестские «Рапид» и «Динамо». За «Интер» Зику так и не сыграл ни одного матча. В 2007 году «Динамо» выкупило у «Интера» права на Зику.
Наиболее удачно для Зику сложился сезон 2006/07, когда он в составе «Рапида» забил 12 мячей в 30 матчах чемпионата Румынии.
29 декабря 2009 года было объявлено, что Янис пополнит состав «Кубани», с которой подпишет контракт в ближайшие дни, его трансфер обойдётся клубу в 500 тысяч евро, а зарплата самого Зику составит 200 тысяч евро в год. Решающим фактором в осуществлении перехода является желание самого игрока работать под руководством недавно возглавившего «Кубань» Дана Петреску. Однако через неделю, 5 января 2010 года, сам Янис опроверг эту информацию, сказав, что ничего не знает о переходе в «Кубань», поскольку находится в отпуске, по завершении которого 11 января планирует присоединиться к «Динамо». 19 января появилась информация, что Зику близок к переходу в софийский ЦСКА. В 2010 году перешёл в «Тимишоару». В сезоне 2010/11 стал лучшим бомбардиром чемпионата Румынии, забив 18 мячей в 30 матчах. «Тимишоара» заняла второе место в чемпионате, но была лишена лицензии за долги и понижена в классе.
В июне 2011 года перешёл в софийский ЦСКА, подписав контракт на три года. 12 ноября 2011 года сделал хет-трик в матче чемпионата Болгарии против «Минёра» (3:1). Всего в 15 матчах чемпионата Болгарии забил 13 мячей.
В конце декабря 2011 года перешёл в южнокорейский клуб «Пхохан Стилерс». Летом 2012 года перешёл в «Канвон» на правах аренды до конца года, в январе 2013 года перешёл в «Канвон», подписав контракт.
В январе 2014 года подписал контракт с румынском клубом «Петролул». В июле 2014 года перешёл в «Тыргу-Муреш». В сезоне 2014/15 играл за «Поли Тимишоара», в 2016 году вернулся в «Тыргу-Муреш», где завершил карьеру в 2017 году.
С 2019 по 2021 годы был главным тренером «Фарула» из родной Констанцы.

### В сборной
Дебютировал в национальной сборной 11 октября 2003 года в возрасте 19 лет в матче с командой Японии. В 2006—2007 годах сыграл ещё 4 матча за сборную. Последний матч за сборную провёл 29 марта 2011 года против Люксембурга, в котором отметился дебютным голом.